# UNVEILING
Unveiling은 엠씨 더 맥스의 일곱 번째 정규 음반이다.
엠씨 더 맥스가 약 5년 만에 발매한 정규 음반이다. 그간 소극장 공연 및 콘서트 등을 통해 관객들과 꾸준한 만남을 가져온 이들이 오랜 공백을 깨고 발표할 새 앨범을 위해 수백 곡이 넘는 곡을 작업한 끝에, 5년의 노력과 열정이 그대로 담긴 정규 7집 앨범.
음반 발매에 앞서 엠씨 더 맥스의 소속사인 뮤직앤뉴는 12월 17일 공식 유튜브와 페이스북을 통해 엠씨더맥스의 신곡 <백야>의 티저 영상을 공개하며 2014년 새해 첫 컴백 소식을 알리기도 했다, 지난 17일 공개된 ‘백야’의 티저 영상은 엠씨더맥스의 앨범명 ‘언베일링(unveiling)’ 중 ‘베일(veil)’, 즉 ‘지워진 내면’이란 컨셉을 담고 있다.
특히 보컬 이수는 이번 앨범 중 1번과 10번 트랙에 실린 <입술의 말>, <다시, 노래…>를 직접 작사, 작곡했는가 하면, <그때 우리>, <백야>, <1월> 등 대부분 수록곡의 노랫말을 직접 작사해 그 어느 때보다 돋보이는 음악적 역량을 발휘하고 나섰다.
또한 이번 엠씨 더 맥스의 7집 앨범은 7년의 노력끝에 선정된 신곡 10 트랙이 담긴 CD1과 엠씨 더 맥스의 수 많은 히트곡 중 2013년 소극장 공연에서 새로운 편곡으로 재탄생시킨 7곡의 라이브 음원을 담은 CD2까지, 높은 완성도와 다채로움을 자랑하는 특별한 선물같은 앨범으로 구성되었다.

## 곡
CD1
1. 입술의 말 (이수 작사·곡 이수 편곡)
2. 그때 우리 (WATT 작곡, 이수, WATT 작사, WATT 편곡)
3. 빈자리 (제이 윤 작사·곡 제이 윤 편곡)
4. 퇴근길 (김동휘 작곡, 민연재 작사, 김동휘 편곡)
5. 그대가 분다 (최성일·이세환 작곡, 최성일·민연재 작사, 최성일 편곡)
6. 백야 (WATT 작곡, 이수 작사, WATT 편곡)
7. 1월 (David Foster·Don Somerville 작곡, 이수 작사)
8. 하루만 빌려줘 (김창락·박원우 작곡, 최성일·민연재 작사, 김창락 편곡)
9. 내 이야기 (제이 윤 작사·곡 제이 윤 편곡)
10. 다시, 노래... (이수 작사·곡, 이수 편곡)
11. 그때 우리 (Inst.) (WATT 작곡)
12. 퇴근길 (Inst.) (김동휘 작곡)
13. 그대가 분다 (Inst.) (최성일·이세환 작곡)

CD2
1. 행복하지 말아요 (2013 Live Ver.) (Hirose Kohmi 작곡, 양재선 작사, 김시원 편곡)
2. 닫혀진 사랑을 향해 (2013 Live Ver.) (신동우 작사·곡, 신동우 편곡)
3. 마지막 내 숨소리 (2013 Live Ver.) (김현철 작사·곡)
4. 사랑이 끝나면 (2013 Live Ver.) (제이 윤 작사·곡, 제이 윤 편곡)
5. 낮달 (2013 Live Ver.) (Hirose Kohmi 작곡, 조은희 작사, 김시원 편곡)
6. 해바라기도 가끔 목이 아프죠 (2013 Live Ver.) (Hirose Kohmi 작곡, 양재선 작사)
7. 사랑의 시 (2013 Live Ver.) (Tamaki Koji 작곡, 채정은 작사)